# Грицина Віктор Степанович
Грици́на Ві́ктор Степа́нович (нар. 7 вересня 1970, м. Гайсин) — український живописець. Член Національної спілки художників України (2023)..

## Біографія
Народився 7 вересня 1970 року у м. Гайсин Вінницької області. Закінчив художньо-графічний факультет Одеського педагогічного інституту (1992). Живе і працює у рідному місті.

З 2022 р. — у лавах ЗСУ.

## Творчість
Працює в жанрі пейзажу, натюрморту, портрету. Учасник багатьох всеукраїнських художніх виставок.

Основні твори: «Згадка про сніжну зиму» (2020), «Лісова річечка» (2021), «У місячному сяйві» (2021), «Натюрморт з кавуном» (2021), «Дорога» (2021).

Роботи зберігаються в музеях, галереях, приватних колекціях.

Член НСХУ з 2023 р.